# ديفيد شابمان (صحفي)
ديفيد شابمان (بالإنجليزية: David Chapman)‏ هو صحفي أمريكي، ولد في 1 أبريل 1976.